# Esquerra Ecologia Llibertat
Esquerra Ecologia Llibertat (en italià Sinistra Ecologia Libertà; SEL) va ser un partit polític socialista democràtic d'Itàlia. Al 2016 el partit es va dissoldre dins l'Esquerra Italiana.

## Història

### Esquerra i Llibertat
La SEL es va formar com una aliança anomenada Esquerra i Llibertat (Sinistra e Libertà, SL) en el període previ a les eleccions al Parlament Europeu de 2009 per tal de superar el llindar del 4% introduït per la nova llei electoral el febrer de 2009. En el moment de la constitució, el 16 de març de 2009, SL incloïa al Moviment per l'Esquerra (MpS, escissió de Rifondazione), al Partit Socialista (PSI), la Federació dels Verds (FdV), l'Esquerra Democràtica (SD) i Unir l'Esquerra (UIS, escissió del PdCI).
Tanmateix, a les eleccions no van aconseguir superar el llindar amb només el 3.1% dels vots. Posteriorment, alguns sectors dels membres fundadors van plantejar la necessitat de transformar la coalició en un únic partit polític per consolidar el projecte.
Així però, al Congrés de la Federació dels Verds aquests es desmarquen de la unificació, mentre que una facció dissident dels mateixos decideix escindir-se (Associació d'Ecologistes) i mantenir el suport a la SL. Al seu torn, al Partit Socialista la proposta d'unitat també provocaria tensions internes, amb la marxa d'un sector oposat al nou partit, anomenats Socialistes Units. Finalment al novembre es descarta la col·laboració amb tot el Partit Socialista, exceptuant una posterior escissió anomenats Socialisme i Esquerra.
A finals d'any la coalició estava formada pel MpS, l'SD, l'UIS, l'Associació d'Ecologistes i Socialistes Units. Al desembre celebren una assemblea constituent a Roma on es presenta el nou partit Esquerra Ecologia Llibertat, amb Nichi Vendola com el seu portaveu. El partit es va fundar oficialment en un congrés a Florència del 22 al 24 d'octubre de 2010, amb Vendola com el seu President.

### Formació com a partit
SEL, sovint en coalició amb el PS, va tenir bons resultats a les eleccions regionals de 2010, especialment al centre i al sud d'Itàlia. En conjunt, el SEL va obtenir el 3,0% dels vots, amb el PS al 0,7% i els Verds al 0,2%. A les eleccions de Pulla, Vendola va ser reelegit president de la regió impulsant al partit fins al 9,7%, el seu millor resultat regional. El maig de 2011 Giuliano Pisapia i Massimo Zedda, que havien estat recolzats per SEL a les primàries del centreesquerra, van ser elegits alcaldes de Milà i Càller, respectivament. El partit va guanyar 5% a Milà, 6% a Torí, 10% a Bolonya, 6% a Trieste, 4% a Nàpols i 7% a Càller. El maig de 2012, Marco Doria, un altre independent proper a SEL, va ser escollit alcalde de Gènova.
L'agost de 2012, Vendola va anunciar la seva candidatura a les eleccions primàries per tal de seleccionar el candidat a primer ministre de la coalició de centre-esquerra liderada pel PD a les eleccions generals de 2013. El 25 de novembre del mateix any, Vendola va aconseguir el 15,6% dels vots i va quedar tercer darrere dels demòcrates Pier Luigi Bersani (44,9%) i Matteo Renzi (35,5%). En la segona volta, Vendola va donar suport a Bersani.
En el context de les eleccions generals de 2013, el partit va formar part de l'aliança àmplia Itàlia. Bé Comú. A les eleccions, el SEL va obtenir el 3,2% dels vots, amb 37 diputats i 7 senadors. A la seva llista de Trentino - Tirol del Sud el SEL incloïa alguns representants dels Verds del Tirol del Sud: un d'ells, Florian Kronbichler, va ser elegit a la Cambra. El 16 de març de 2013, Laura Boldrini, membre independent de SEL, va ser escollida presidenta de la Cambra dels Diputats.
Per a les eleccions europees de 2014, tot i expressar inicialment la seva intenció d'unir-se al Partit dels Socialistes Europeus (PSE), finalment van donar suport a la coalició L'Altra Europa, dins de l'espai del Partit de l'Esquerra Europea. La coalició va aconseguir el 4%, superant just el llindar, aconseguint tres eurodiputats.
El 17 de desembre de 2016 es va decretar la dissolució d'Esquerra Ecologia i Llibertat per l'Assemblea Nacional del partit, el qual s'adhereix a la fase constituent i al primer congrés de l'Esquerra italiana.

## Resultats electorals

### Parlament Italià
| Any  | Líder         | Vots           | %   | Diputats | +/– | Vots         | %   | Senadors | +/- |
| ---- | ------------- | -------------- | --- | -------- | --- | ------------ | --- | -------- | --- |
| 2013 | Nichi Vendola | 1,089,442 (6è) | 3.2 | 37 / 630 | Nou | 912,347 (6è) | 3.0 | 7 / 315  | Nou |

### Parlament Europeu
| Any  | Líder         | Vots                | %   | Escons | +/– | Grup    |
| ---- | ------------- | ------------------- | --- | ------ | --- | ------- |
| 2009 | Nichi Vendola | 958,458 (7è)        | 3.1 | 0 / 72 | Nou | -       |
| 2014 | Nichi Vendola | Dins L'Altra Europa | 4.0 | 3 / 73 | 3   | GUE-NGL |